# Stůj, nebo můj pes vystřelí
Stůj, nebo můj pes vystřelí (v anglickém originále Stop or My Dog Will Shoot) je 20. díl 18. řady (celkem 398.) amerického animovaného seriálu Simpsonovi. Scénář napsal John Frink a díl režíroval Matthew Faughnan. V USA měl premiéru dne 13. května 2007 na stanici Fox Broadcasting Company a v Česku byl poprvé vysílán 4. ledna 2009 na stanici ČT2.

## Děj
Rodina jede na festival. Homer s sebou má v ruce korbely piva, protože si myslí, že je to Oktoberfest. U vstupu ale zjistí, že jsou na Dožínkovém festivalu, kde navštíví bludiště z kukuřice. Homer se oddělí od zbytku rodiny a nakonec se v kukuřičném bludišti jako jediný ztratí. Homera napadne, že by mohl procházet skrz stěny, ale zjistí, že jsou pod napětím. K večeru zavolají Spasitele a ten se vydá hledat Homera. Cestou potká Stephena Hawkinga, který prohlásí, že toto bludiště je nad jeho schopnosti. Spasitel Homera najde a vytáhne ho z bludiště. Šerif Wiggum rodině Simpsonových nabídne, že by se Spasitel mohl stát policejním psem.
Spasitel jde na Springfieldskou zvířecí policejní akademii. Po absolvování se stane parťákem Loua. Bartovi se po něm ale stýská, i úkoly si teď musí jíst sám. Lou a Spasitel jsou na stopě dealerovi drog Haďákovi. Spasitel s ním má honičku a chytí ho. U soudu je ale obvinění staženo, protože Spasitel špatně vyplnil hlášení (kus papíru, na kterém jsou otisky psích tlapek). Spasitel je naštvaný a doma kousne Barta. Rodina se rozhodne, že si ho už nemůže nechat, a tak začne bydlet u Loua. Homer koupí Bartovi nové zvíře – hada. Bart ho pojmenuje Škrťa. Když doma Homer škrtí Barta, začne Škrťa na oplátku škrtit Homera.
Ve škole žáci mají předvést své zvíře. Škrťa sní Martinovi křečka a pak uteče do chemické laboratoře. Škola je evakuována. Škrťa v chemické laboratoři shodí na zem sklenice se dvěma chemickými látkami (ethanol a kyselina dusičná), které se nesmějí míchat. Na místo dorazí policie i se Spasitelem a snaží se hada najít. Po škole se začne šířit jedovatý mrak vzniklý ze smíchaných látek. Policie uteče, ale Bart omdlí. Venku zjistí, že je Bart uvnitř, a Spasitel ho jde zachránit. Když se Bart probere, jsou u něj Spasitel i Škrťa. Bart se znovu spřátelí se Spasitelem a ten ukončí svou práci u policie. Škrťa zůstane ve škole namotaný na držák hasičských hadic.

## Produkce
V oficiální tiskové zprávě bylo původně oznámeno, že se v této epizodě objeví Rudy Giuliani. V důsledku toho bylo zveřejněno několik snímků, na nichž natáčí svou roli, a také propagační snímek, na němž je zachycen v simpsonovské podobě. Jeho vystoupení však nebylo do konečné verze epizody zařazeno. Podle výkonného producenta Jamese L. Brookse v rozhovoru s Charlie Rosem nemohl pořad Giulianiho vystoupení použít, protože se stal prezidentským kandidátem.

## Přijetí
Ve Spojených státech díl během premiéry sledovalo 6,48 milionu diváků.
Robert Canning z IGN popisuje epizodu jako „průměrnou“ a uvádí, že byla pouze přípravou na 400. epizodu příštího týdne. Podle Canninga měla epizoda světlé momenty, včetně vystoupení Stephena Hawkinga.
Adam Finley z TV Squad uvádí, že epizoda „upadla v polovině prostředního aktu a v celém třetím“.
Díl byl v roce 2007 nominována na Cenu Sdružení amerických scenáristů, ale prohrál s jiným dílem této řady Kill Gil – první a druhý díl.
Patrick D. Gaertner ze serveru Puzzled Pagan napsal: „Tato epizoda je trochu na straně nevýrazné, ale celkově to za mě fungovalo. Obvykle si potrpím na epizody s Bartem a Spasitelem, a i když v této epizodě nebylo tolik emocionální síly jako v jiných, pořád to bylo docela milé. Líbí se mi myšlenka, že Bart tlačí Spasitele do toho, aby měl v životě poslání, a pak je smutný, když se mu to daří. Navíc všechny ty věci se Spasitelem, který je vyhořelý policajt, jemuž každou chvíli rupne v bedně, byly směšné a hodně zábavné. Vidět ho, jak chlastá s Louem a poflakuje se ve smutném bytě, zatímco je naštvaný kvůli zpackanému soudnímu případu, je strašně hloupé, ale já se u toho dobře bavil. To s tím Škrťou mi přišlo trochu divné, zvlášť když ho prostě nechají v chemií zamořené základní škole, ale co už. Zbytek je víceméně fajn a nakonec to byl docela zábavný díl.“.